# Брасс, Николаус
Николаус Брасс (нем. Nikolaus Brass; род. 1949, Линдау) — современный немецкий композитор.

## Биография
После окончания школы в 1968 году начал в Мюнхене изучать медицину и одновременно брать частные уроки композиции у Петера Кизеветтера в Мюнхенской высшей школе музыки и театра. Своё медицинское образование Брасс продолжил в Шотландии, а завершил сдачей соответствующего государственного экзамена в Свободном университете Берлина. Там же в Берлине Брасс продолжил изучение композиции в Берлинском университете искусств у Франка Михаэля Байера. Позднее также брал частные уроки у Хельмута Лахенмана в Ганновере.
После нескольких лет работы в больнице в 1982 году Брасс отошёл от врачебной практики и возглавил редакцию одной медицинской газеты.
С 1980 по 1986 Брасс был регулярным участником Дармштадтских курсов новой музыки. Начиная с 1981 года, его сочинения начали звучать на различных фестивалях и исполняться на конкурсах. В 1999 году был удостоен Мюнхенской поощрительной музыкальной премии.

## Дискография
- Nikolaus Brass: Chamber Music, Vol. 1 (2005, Col Legno)
- Orchestral Works Vol.1 (2007, Neos)
- String Quartets Vol.1 (2007, Col Legno)